# Georg Ericsson (jurist)
Karl Georg Valentin Ericsson, född 18 januari 1921 i Uppsala, Uppsala län, död 19 februari 1985 i Västerleds församling, Stockholm, var en svensk jurist.
Georg Ericsson började studera vid Uppsala universitet 1940 och blev juris kandidat 1946. Efter tingstjänstgöring i Bollnäs domsaga 1946–1948, blev han fiskal i Svea hovrätt 1950. Han var tingssekreterare 1951–1955 och blev assessor i Svea hovrätt 1957. Ericsson var föredragande i konstitutionsutskottet 1958–1960 och blev sakkunnig i Ecklesiastikdepartementet 1958 och lagbyråchef i samma departement 1962. Han återvände därefter till domarbanan, som hovrättsråd i Göta hovrätt 1963. Georg Ericsson blev rättsavdelningschef i statsrådsberedningen 1964 och rättschef där 1965. Han utnämndes 1967 till borgmästare i Stockholm och blev vid tingsrättsreformen den 1 januari 1971 lagman i Stockholms tingsrätt.
Georg Ericsson utnämndes den 18 juni 1971 av Kungl. Maj:t att vara regeringsråd från den 1 oktober 1971. Han utsågs den 7 juni 1984 av regeringen att vara ordförande på avdelning i Regeringsrätten.
Han gifte sig, i sitt andra äktenskap, 1971 med juristen Ella Ericsson Köhler i hennes andra äktenskap.